# Saint-Julien-d'Asse
Saint-Julien-d'Asse é uma comuna francesa na região administrativa da Provença-Alpes-Costa Azul, no departamento dos Alpes da Alta Provença. Estende-se por uma área de 25,6 km². Em 2010 a comuna tinha 215 habitantes (densidade: 8,4 hab./km²).